# NGC 4511
NGC 4511 је спирална галаксија у сазвежђу Велики медвед која се налази на NGC листи објеката дубоког неба.
Деклинација објекта је + 56° 28' 16" а ректасцензија 12h 32m 7,9s. Привидна величина (магнитуда) објекта NGC 4511 износи 14,1 а фотографска магнитуда 14,9. NGC 4511 је још познат и под ознакама MCG 10-18-63, CGCG 293-27, SBS 1229+567, PGC 41560.